# Rezerwat przyrody Jezioro Warnołty

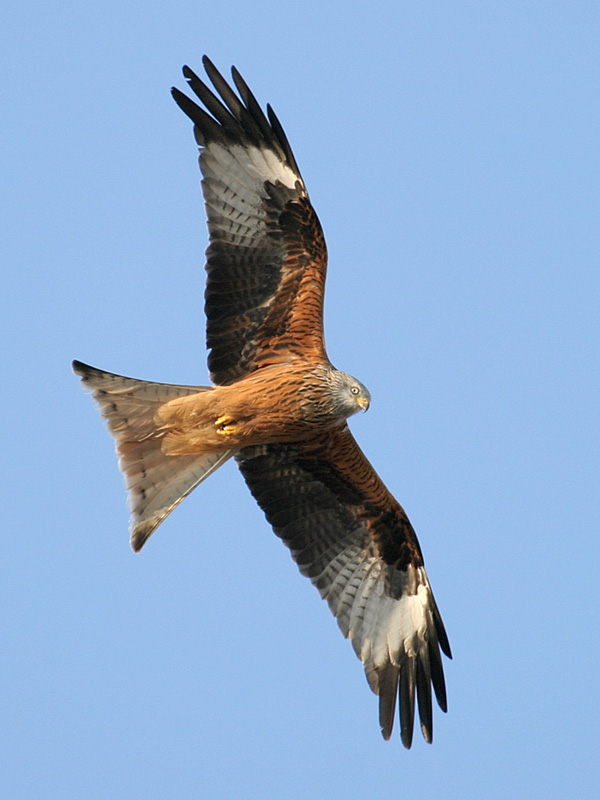
Kania ruda

Rezerwat przyrody „Jezioro Warnołty” – rezerwat faunistyczny na terenie gminy Ruciane-Nida w powiecie piskim (województwo warmińsko-mazurskie). Utworzony został w 1976 roku dla ochrony płytkiego i zarastającego jeziora Warnołty będącego odnogą jeziora Śniardwy. Jest to miejsce lęgowe wielu gatunków ptaków wodnych i błotnych oraz miejsce żerowania rzadkich gatunków ptaków drapieżnych. Zajmuje powierzchnię 376,23 ha (akt powołujący podawał 373,30 ha). Skupiska roślinności turzycowej, zarośli wierzbowych i lasów olszowych.
Rezerwat leży w granicach Mazurskiego Parku Krajobrazowego. Obszar rezerwatu jest objęty ochroną czynną.

## Awifauna
Na terenie rezerwatu występują takie gatunki ptaków jak m.in.:
- rybitwa czarna
- kania czarna
- kania ruda
- orzeł bielik
- łabędź niemy
- czapla siwa
- kokoszka wodna
- łyska
- kaczka krzyżówka
- perkoz dwuczuby

Na wyspie na jeziorze Warnołty znajduje się największa na Warmii i Mazurach kolonia kormoranów czarnych. Ich nadmierna populacja, poprzez swoje odchody, powoduje degradację wód jeziora i jego brzegów na skutek zanieczyszczenia ogromną ilością związków azotu i fosforu.